# غنوة جلول
غنوة جلّول (ولدت في بيروت في عام 1962) هي سياسية لبنانية.
بَعدَ تَخَرجها مِن الجامعة الأميركية في بيروت وجامِعَة التكنولوجيا في سيدني، شَغَلت مَناصِب مُختَلِفة في الجامعة الأميركية في بيروت.
في عام 2000 اختارَها رفيق الحريري صاحِب مُؤسَسة تيار المستقبل لِتترشح إلى المُنافَسَة التاريخية ضِدَّ رَئيس الوُزَراء السابق سليم الحص. حيث فازت في الإنتخابات وهَزَمت سليم الحص وتقدمت عليه كثيراً. عُيّنَت كَعضو سُنِّي في البرلمان في بيروت بَينَ عامي 2000 و2009، وترأست اللَّجنة البرلمانية لتكنولوجيا المعلومات مُنذُ ذلك الحين.